# Dormoise
Die Dormoise ist ein kleiner Fluss in Frankreich, der in der Region Grand Est verläuft. Sie entspringt im militärischen Übungsgelände Camp de Suippes, im Gemeindegebiet von Sommepy-Tahure, entwässert generell Richtung Ostnordost durch die Naturlandschaft der Trockenen Champagne und mündet nach rund 17 Kilometern im Gemeindegebiet von Autry als linker Nebenfluss in die Aisne. Auf ihrem Weg durchquert die Dormoise die Départements Marne und Ardennes.

## Orte am Fluss
(Reihenfolge in Fließrichtung)
- Tahure, Gemeinde Sommepy-Tahure – (aufgelassen)
- Ripont, Gemeinde Rouvroy-Ripont – (aufgelassen)
- Rouvroy-Ripont
- Cernay-en-Dormois

## Geschichte
Das Quellgebiet der Dormoise wurde im Ersten Weltkrieg, im September 1914, weitgehend zerstört und gehört zur Roten Zone, jenen Gebieten, die bei den Kampfhandlungen am schwersten betroffen waren.
Die Dörfer Tahure und Ripont wurden völlig verwüstet und nach dem Krieg nicht mehr aufgebaut. Sie liegen heute im Gebiet des Truppenübungsplatzes Camp de Suippes.